# 1,000 Dollars a Minute
1,000 Dollars a Minute, auch $1,000 a Minute, ist eine US-amerikanische Filmkomödie von Aubrey Scotto aus dem Jahr 1935.

## Handlung
Zeitungsreporter Wally Jones hat kein Händchen für Geld. Einst wollte er für seine Freundin Dorothy Summers einen Verlobungsring kaufen, hat jedoch seit einem Jahr keine Rate für den Ring bezahlt und kann ihn nun nicht wie geplant Dorothy schenken, zumal Juwelier Mr. Vanderbrocken sich auch weigert, Wally den Ring zu leihen. Wallys Pechsträhne hält an: Sein Chef Charlie entlässt ihn, weil er seine Arbeit nachlässig gemacht hat, und in einem Casino verspielt Wally anschließend seine letzten 10 Dollar. Er kommt dem Casinobesitzer Jim Bradley jedoch gerade recht, ist er doch mit seinem Freund Sonny Rycross uneins über die Frage, ob ein Mensch kontinuierlich 1000 Dollar pro Minute ausgeben könnte. Wally wird die Versuchsperson und soll über zwölf Stunden lang kontinuierlich 1000 Dollar pro Minute ausgeben, also nach 12 Stunden sämtliche 720.000 Dollar ausgegeben haben. Schafft er es, bekommt er 10.000 Dollar.
Wally beginnt mit Aufpasser Benny Dolan an seiner Seite seine Einkaufstour. Er kauft Schmuck, einen Pelz, ein Rennpferd, ein Auto, später eine Yacht, einen Rassehund und teure Weine. Seine Tour weckt bald den Argwohn von Verkäufern, bei denen Wally eigentlich Schulden hat, und der Polizei, die ihn für einen Bankräuber hält. Auch Dorothy ist enttäuscht, glaubt sie doch, dass Wally eine neue Freundin hat. Nach einem Autounfall werden Wally und Benny in ein Krankenhaus eingeliefert, sodass die Zeit knapp wird, um das gesamte Geld auszugeben. Von den verbliebenen 25.000 Dollar würde Wally dem Krankenhaus gerne eine dringend benötigte Radium-Kapsel kaufen, doch kostet diese 50.000 Dollar. Während Jim bereits glaubt, die Wette gewonnen zu haben, erfährt Wally, dass sein gerade gekauftes Rennpferd bei einem Rennen gewonnen und ihm damit 25.000 Dollar Preisgeld eingebracht hat. Er kann nun die Kapsel kaufen und hat alles Geld im geforderten Zeitrahmen ausgegeben. Wally erhält die 10.000 Dollar als Gewinn, die Dorothy für ihn aufbewahren soll. Sie hat nun die Hintergründe um die Wette erfahren und versöhnt sich mit Wally.

## Produktion
1,000 Dollars a Minute beruht auf der Kurzgeschichte Thousand Dollars a Minute von Everett Freeman, der auch am Drehbuch des Films beteiligt war. Der Film wurde von Ende September bis Anfang Oktober 1935 in den Mascot Studios gedreht. Er erlebte am 22. Oktober 1935 seine Premiere und kam am 15. November 1935 in die US-amerikanischen Kinos.

## Auszeichnungen
Im Jahr 1936 wurde der Film für einen Oscar in der Kategorie Bester Ton nominiert.